# George Wayne Haddad
Pour les articles homonymes, voir Haddad.
George Wayne Haddad (5 septembre 1912-12 octobre 1995) est un homme politique canadien de la Colombie-Britannique. Il est député provincial créditiste de la circonscription britanno-colombienne de Kootenay de 1975 à 1979.

## Biographie
Né à Fernie en Colombie-Britannique, Haddad étudie sur place et à Cranbrook.
Après une défaite en tant que candidat libéral en 1953, il entame une carrière publique et servant comme maire de Cranbrook de 1961 à 1969.
Élu en 1975, il ne se représente pas lors de l'élection de 1979.
Haddad meurt à Cranbrook en octobre 1995 à l'âge de 83 ans.